# Site de Cibedug
 (janvier 2018).
Le site de Cibedug est un site archéologique situé dans le village du même nom, à 10 km du village de Citorek, dans la province indonésienne de Java occidental. 

## Localisation
Citorek se trouve près du parc national Halimun Salak, qui abrite la dernière forêt vierge tropicale de Java Ouest. Le village fait partie d'une région habitée par les Kasepuhan, une communauté traditionnelle. Il faut 3 heures pour atteindre Cibedug depuis Citorek. Car Cibedug est complètement isolé, aucune route n'y mène.

## Description
Le monument principal de Cibedug est une sorte de pyramide à degrés constituée de 9 plateformes de pierre successives, dont la taille diminue graduellement au fur et à mesure qu'on monte.
D'autres structures de pierre entourent cette pyramide. On trouve sur l'une d'elles une inscription dans une écriture sans rapport avec les alphabets d'origine indienne qu'on trouve en Indonésie.